# 奥布省公路网

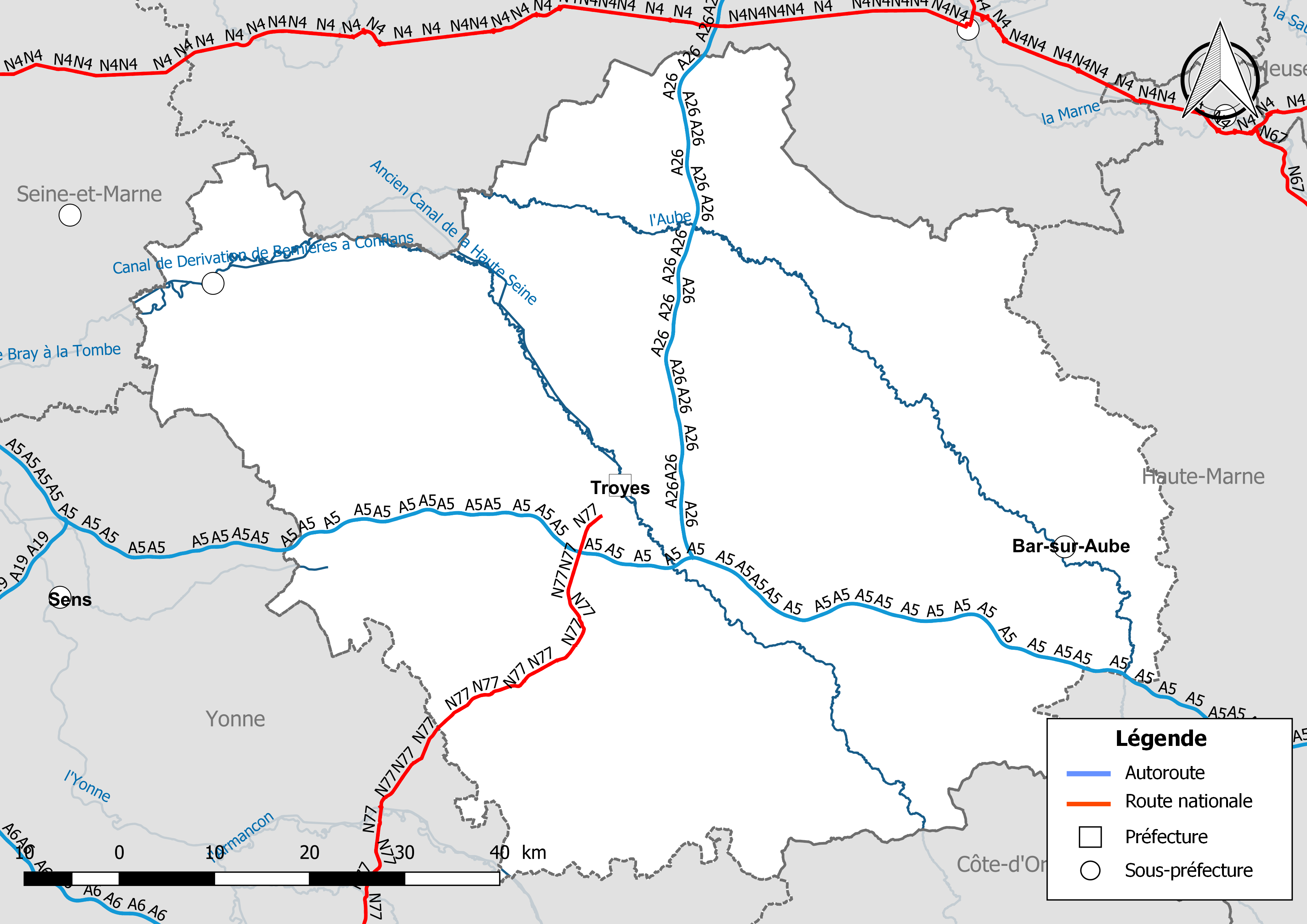
奥布省公路网

奥布省公路网是法国奥布省境内公路设施的统称。截止2020年8月，奥布省境内共有高速公路152公里，国道33公里，省道4501公里以及其它公路2495公里。

## 历史
奥布省的第一条公路出现于18世纪末，最初仅供马车行驶，工业革命后开始出现机动车辆。1930年，奥布省境内的公路系统进行了统一编号。1972年和2006年，法国的国道系统两次大规模拆分，其中奥布省境内的法国国道N19线、N60线等均改为省道，并重新编号。
|          | 2002 | 2003 | 2004 | 2005 | 2006 | 2007 | 2008 | 2009 | 2010 | 2011 | 2012 | 2013 | 2014 | 2015 | 2016 | 2017 |
| -------- | ---- | ---- | ---- | ---- | ---- | ---- | ---- | ---- | ---- | ---- | ---- | ---- | ---- | ---- | ---- | ---- |
| 高速公路 | 151  | 151  | 152  | 151  | 151  | 152  | 152  | 152  | 152  | 152  | 152  | 152  | 152  | 152  | 152  | 152  |
| 国道     | 288  | 288  | 289  | 32   | 32   | 33   | 33   | 33   | 33   | 33   | 33   | 33   | 33   | 33   | 33   | 33   |
| 省道     | 4187 | 4187 | 4201 | 4201 | 4538 | 4508 | 4507 | 4507 | 4512 | 4492 | 4517 | 4513 | 4504 | 4502 | 4501 | 4501 |
| 其它道路 | 1860 | 1896 | 1910 | 1949 | 1997 | 2073 | 2073 | 2117 | 2233 | 2233 | 2320 | 2364 | 2364 | 2458 | 2489 | 2495 |
| 总计     | 6486 | 6522 | 6552 | 6333 | 6718 | 6766 | 6765 | 6809 | 6930 | 6910 | 7022 | 7062 | 7053 | 7145 | 7175 | 7181 |

## 路网

### 高速公路
- 法国A5号高速公路（奥布省境内累计全长约99公里，共设有5个出入口和1个互通式立交桥）
- 法国A26号高速公路（奥布省境内累计全长约53公里，共设有3个出入口和1个互通式立交桥）

### 国道
- 法国国道N77线（法语：Route nationale 77），奥布省境内全长约33公里。

### 省道
| 奥布省省道列表                         |             |                                | |                            |
| 编号                                   | 长度 （km） | 起点 连接线                    | 主要途径市镇（斜体字表示该道路距离该市镇政府所在地最近距离超过1公里） | 终点 连接线                |
| D1                                     | 59.1        | （约讷省） 拉松                | 奥特地区库尔桑 ↔ 蒙费 ↔ 埃尔维勒沙泰勒 ↔ 欧克松 ↔ 蒙蒂尼莱蒙 ↔ 沙穆瓦 ↔ 圣法勒 ↔ 热尼 ↔ 马希 ↔ 莫涅河畔隆日维尔 ↔ 莫帕 ↔ 拉旺迪米尼奥 ↔ 科尔莫 ↔ 圣蒂博 ↔ 克莱雷 ↔ 弗勒努瓦堡 ↔ 吕西尼 ↔ 巴尔斯河畔吕西尼 ↔ 多什 ↔ 热罗多 ↔ 皮内                                                | 皮内 D79                   |
| D6                                     | 20.5        | 布列讷堡 D960                  | 布列讷堡 ↔ 圣莱热苏布列讷 ↔ 布列讷附近佩尔特 ↔ 朗斯/布利尼库尔 ↔ 瓦尔河畔库尔塞勒 ↔ 蒙莫朗西-博福尔 ↔ 沙旺日 ↔ 阿朗贝库尔 | （马恩省） D58             |
| D8                                     | 51.2        | 多什 D1                        | 多什 ↔ 梅尼勒塞利耶尔 ↔ 阿桑西耶尔 ↔ 吕耶尔 ↔ 沙尔蒙苏巴尔比斯 ↔ 欧布泰尔 ↔ 蒙叙赞 ↔ 武埃 ↔ 圣雷米苏巴尔比斯 ↔ 圣艾蒂安苏巴尔比斯 ↔ 诺宰 ↔ 普昂莱瓦莱 ↔ 贝西 ↔ 雷日 ↔ 沙尔尼勒巴绍 ↔ 奥布河畔隆格维尔 ↔ 奥布河畔埃特雷勒                                                        | （马恩省） D252            |
| D11                                    | 22          | 皮内 D960                      | 皮内 ↔ 布雷沃讷 ↔ 马托 ↔ 拉东维利耶 ↔ 迪扬维尔 ↔ 拉罗蒂耶尔 ↔ 小梅尼勒 ↔ 绍梅尼勒 | 绍梅尼勒 D960              |
| D22                                    | 17.9        | 奥特地区圣马尔 D374            | 奥特地区圣马尔 ↔ 奥特地区诺让 ↔ 奥特地区马赖 ↔ 沃农 ↔ 勒舍曼新城 ↔ 蒙费 ↔ 埃尔维勒沙泰勒 | 埃尔维勒沙泰勒 D92         |
| D31                                    | 64.5        | 奥布河畔阿尔西 D441            | 奥布河畔阿尔西 ↔ 奥布河畔维莱特 ↔ 诺宰 ↔ 莱格朗德沙佩勒 ↔ 里伊圣锡尔 ↔ 圣梅曼 ↔ 枫丹莱格雷 ↔ 萨维耶尔 ↔ 勒帕维永圣朱莉 ↔ 维勒卢 ↔ 迪耶雷圣朱利安 ↔ 埃斯蒂萨克 ↔ 瓦讷河畔讷维尔 ↔ 艾克斯-维勒莫尔-帕利 ↔ 派西-科东 ↔ 贝吕勒                                                      | （约讷省） D47             |
| D43                                    | 35.9        | 鲁伊-萨塞 D960                 | 鲁伊-萨塞 ↔ 热罗多 ↔ 皮内 ↔ 梅尼勒圣佩尔 ↔ 蒙蒂埃拉梅 ↔ 巴尔斯河畔布里耶勒 ↔ 巴伊附近马罗勒 ↔ 波利尼 ↔ 巴伊附近绍富尔 ↔ 库尔特诺 ↔ 布尔吉尼翁 | 布尔吉尼翁 D49             |
| D49                                    | 28.4        | 圣朱利安莱维拉 白里安街        | 圣朱利安莱维拉 ↔ 布雷维扬德/鲁伊圣卢 ↔ 韦里耶尔 ↔ 克莱雷 ↔ 维勒穆瓦耶讷 ↔ 沙普 ↔ 富谢尔 ↔ 库尔特诺 ↔ 布尔吉尼翁 ↔ 塞纳河畔巴尔 | 塞纳河畔巴尔 D443          |
| D50                                    | 18.9        | 普日 D50                       | 普日 ↔ 欧宗谷镇 ↔ 布雷沃讷 ↔ 皮内 | 皮内 D43                   |
| D56                                    | 63.2        | （马恩省） D51                 | 布拉日 ↔ 普朗西拉拜 ↔ 小维亚普尔 ↔ 奥布河畔尚皮尼 ↔ 奥尔姆 ↔ 勒谢讷 ↔ 维内 ↔ 伊洛比尼 ↔ 拉姆吕 ↔ 莫朗贝尔 ↔ 多马坦勒科克 ↔ 雅塞讷 ↔ 多讷芒 ↔ 巴利尼库尔 ↔ 沙旺日附近帕尔 ↔ 沙旺日 ↔ 朗蒂耶/容克勒伊 ↔ 巴伊勒弗朗                                                                | （马恩省） D655            |
| D79                                    | 49          | 皮内 D960                      | 皮内 ↔ 巴尔斯河畔旺德夫尔 ↔ 皮和尼斯蒙 ↔ 隆普雷勒塞克 ↔ 埃吉伊苏布瓦 ↔ 沙瑟奈 ↔ 诺埃莱马莱 ↔ 埃苏瓦 ↔ 乌尔斯河畔韦尔皮利耶尔 | （科多尔省） D13           |
| D102                                   | 32.4        | 旧布列讷 D443                  | 旧布列讷 ↔ 莫尔维利耶 ↔ 拉谢斯 ↔ 韦尔农维利耶 ↔ 莱维尼 ↔ 阿朗蒂耶尔 ↔ 瓦尼 ↔ 利尼奥勒堡 | 利尼奥勒堡 D619            |
| D108                                   | 7.3         | 维勒里 N77                     | 维勒里 ↔ 利雷 ↔ 圣让德博讷瓦勒 ↔ 维利勒布瓦 ↔ 拉旺迪米尼奥 | 拉旺迪米尼奥 D1            |
| D374                                   | 86.2        | 塞纳河畔诺让 弗朗索瓦·巴希蒙街 | 塞纳河畔诺让 ↔ 枫丹马孔 ↔ 奥尔万河畔布伊 ↔ 索利尼莱塞唐 ↔ 特朗科 ↔ 布尔德奈 ↔ 贝瑟奈勒阿耶 ↔ 马尔西伊勒阿耶 ↔ 维拉丹 ↔ 艾克斯-维勒莫尔-帕利 ↔ 派西-科东 ↔ 奥特河畔维勒穆瓦龙 ↔ 奥特地区圣马尔 ↔ 奥特地区马赖 ↔ 欧皮索 ↔ 欧克松 ↔ 埃尔维勒沙泰勒 ↔ 谢西莱普雷 ↔ 马罗勒苏利尼耶尔 | 马罗勒苏利尼耶尔 D905      |
| D384                                   | 20          | 奥布河畔巴尔 维克多·雨果大街   | 奥布河畔巴尔 ↔ 阿朗蒂耶尔 ↔ 莱维尼 ↔ 维尔叙泰尔 ↔ 苏莱讷-迪 | （上马恩省） D60           |
| D396                                   | 16.6        | 奥布河畔巴尔 D619              | 奥布河畔巴尔 ↔ 枫丹 ↔ 巴耶勒 ↔ 巴罗维尔 ↔ 堡下城 | （科多尔省） D396          |
| D440                                   | 24.7        | （马恩省） D440                | 塞纳河畔罗米伊 ↔ 罗米伊附近帕尔 ↔ 奥塞莱特鲁瓦迈松 ↔ 圣马丁德博瑟奈 ↔ 里尼拉诺讷斯 ↔ 阿翁拉佩兹 ↔ 马尔西伊勒阿耶 | 马尔西伊勒阿耶 D374        |
| D441                                   | 43.8        | 塞纳河畔梅里 邮局              | 塞纳河畔梅里 ↔ 德鲁圣玛丽 ↔ 雷日 ↔ 贝西 ↔ 普昂莱瓦莱 ↔ 奥布河畔维莱特 ↔ 奥布河畔阿尔西 ↔ 大托尔西 ↔ 小托尔西 ↔ 奥布河畔圣纳博尔 ↔ 沃普瓦松 ↔ 奥尔蒂永 ↔ 绍德雷 ↔ 奥布河畔诺让 ↔ 科克卢瓦 ↔ 韦里库尔 ↔ 普日 ↔ 奥布河畔莫兰 ↔ 莱蒙                                                | 莱蒙 D960                  |
| D442                                   | 38.2        | 潘镇 D619                      | 潘镇 ↔ 勒帕维永圣朱莉 ↔ 埃舍米讷 ↔ 圣弗拉维 ↔ 马里尼勒沙泰勒 ↔ 圣马丁德博瑟奈 ↔ 拉福斯科尔迪昂 ↔ 费勒-坎塞 ↔ 圣欧班 ↔ 塞纳河畔诺让 | 塞纳河畔诺让 戴高乐将军街  |
| D443                                   | 83.9        | （约讷省） D943                | 莱克鲁特 ↔ 谢西莱普雷 ↔ 达夫雷 ↔ 旺莱 ↔ 莱格朗日 ↔ 屈桑日 ↔ 梅斯-罗贝尔 ↔ 沙乌尔斯 ↔ 朗塔日 ↔ 维利耶苏普拉兰 ↔ 维勒莫里安 ↔ 萨尔斯河畔瑞利 ↔ 塞纳河畔巴尔 ↔ 马尼昂 ↔ 蒂耶夫兰 ↔ 巴尔斯河畔旺德夫尔 ↔ 沃雄维利耶尔 ↔ 阿芒斯 ↔ 于尼安维尔 ↔ 迪安维尔 ↔ 旧布列讷 ↔ 布列讷堡        | 布列讷堡 D960              |
| D444                                   | 43.5        | 布雷维扬德 D671                | 布雷维扬德 ↔ 比谢尔 ↔ 穆塞 ↔ 伊勒欧蒙 ↔ 莱博尔德欧蒙 ↔ 科尔莫 ↔ 莱洛日马格龙 ↔ 沙乌尔斯 ↔ 拉热斯 ↔ 屈桑日 ↔ 瓦利耶尔 ↔ 普吕西 ↔ 库斯格雷 | （约讷省） D944            |
| D610                                   | 29.4        | 特鲁瓦环城公路                 | 巴尔伯雷-圣叙尔皮斯 ↔ 拉沙佩勒圣吕克 ↔ 拉沃 ↔ 特鲁瓦附近克雷内 ↔ 维勒谢蒂夫 ↔ 圣帕尔欧泰特尔 ↔ 圣朱利安莱维拉 ↔ 布雷维扬德 ↔ 特鲁瓦附近罗西耶尔 ↔ 圣安德烈莱韦尔热 ↔ 拉里维耶尔德科尔 ↔ 圣萨维讷                                                                                | 特鲁瓦环城公路             |
| D619 （西段）                          | 59.2        | （塞纳-马恩省） D619           | 勒梅里奥 ↔ 塞纳河畔诺让 ↔ 圣欧班 ↔ 塞纳河畔马尔奈 ↔ 塞纳河桥镇 ↔ 克朗塞 ↔ 圣伊莱尔苏罗米伊 ↔ 塞纳河畔罗米伊 ↔ 迈济耶尔-拉格朗德帕鲁瓦斯 ↔ 沙特尔 ↔ 梅斯格里尼 ↔ 瓦朗圣乔治 ↔ 圣梅曼 ↔ 枫丹莱格雷 ↔ 萨维耶尔 ↔ 潘镇 ↔ 圣利耶 ↔ 巴尔伯雷-圣叙尔皮斯                               | 巴尔伯雷-圣叙尔皮斯 D610   |
| D619 （东段）                          | 61.5        | 特鲁瓦 塔西尼元帅大街          | 特鲁瓦 ↔ 圣帕尔欧泰特尔 ↔ 特讷利耶尔/吕维尼 ↔ 库尔特朗日 ↔ 巴尔斯河畔吕西尼 ↔ 蒙蒂耶拉梅 ↔ 梅尼勒圣佩尔 ↔ 勒谢讷新城 ↔ 巴尔斯河畔尚 ↔ 巴尔斯河畔旺德夫尔 ↔ 马尼-富沙尔 ↔ 迈松代尚 ↔ 阿尔冈松 ↔ 多朗库尔 ↔ 阿尔松瓦勒 ↔ 蒙捷昂利勒 ↔ 阿耶维尔 ↔ 奥布河畔巴尔 ↔ 瓦尼 ↔ 利尼奥勒堡 | （上马恩省） D619          |
| D660                                   | 33.5        | 圣萨维讷 萨拉伊将军街          | 圣萨维讷 ↔ 托尔维利耶尔/蒙格 ↔ 马塞 ↔ 默松 ↔ 丰瓦讷 ↔ 奥特地区比塞 ↔ 埃斯蒂萨克 ↔ 瓦讷河畔讷维尔 ↔ 艾克斯-维勒莫尔-帕利 ↔ 派西-科东 ↔ 瓦讷河畔圣伯努瓦 ↔ 维莱讷 | （约讷省） D660            |
| D671                                   | 50.6        | 圣朱利安莱维拉 第戎大道        | 圣朱利安莱维拉 ↔ 布雷维扬德 ↔ 比谢尔 ↔ 圣蒂博 ↔ 克莱雷 ↔ 沃德 ↔ 沃德附近圣帕尔 ↔ 沃德附近米伊/沙普 ↔ 富谢尔 ↔ 维雷苏巴尔 ↔ 布尔吉尼翁 ↔ 塞纳河畔巴尔 ↔ 波利索 ↔ 波利西 ↔ 比克瑟伊 ↔ 塞纳河畔讷维尔 ↔ 塞纳河畔日耶 ↔ 库尔特龙 ↔ 普莱讷圣朗日 ↔ 塞纳河畔米西                      | （科多尔省） D971          |
| D677                                   | 44.4        | （马恩省） D977                | 马伊勒康 ↔ 维利耶埃尔比斯/特鲁昂 ↔ 埃尔比斯 ↔ 阿利博迪耶尔 ↔ 勒谢讷 ↔ 奥布河畔阿尔西 ↔ 圣艾蒂安苏阿尔比斯 ↔ 圣雷米苏阿尔比斯 ↔ 武埃 ↔ 蒙叙赞 ↔ 欧布泰尔 ↔ 弗日 ↔ 瓦伊 ↔ 圣莫尔 ↔ 拉沃 ↔ 圣玛丽桥镇                                                                              | 圣玛丽桥镇 罗热·萨朗格罗街 |
| D951                                   | 25.7        | （马恩省） D951                | 大维勒诺克斯 ↔ 蒙波蒂耶 ↔ 拉索尔索特 ↔ 圣尼古拉拉沙佩勒 ↔ 塞纳河畔诺让 ↔ 拉莫特蒂伊 ↔ 库尔瑟鲁瓦 | （塞纳-马恩省） D411       |
| D960                                   | 56.7        | 圣玛丽桥镇 罗热·萨朗格罗街     | 圣玛丽桥镇 ↔ 特鲁瓦附近克雷内 ↔ 维勒谢蒂夫 ↔ 梅尼勒塞利耶尔 ↔ 阿桑西耶尔 ↔ 鲁伊-萨塞 ↔ 皮内 ↔ 欧宗谷镇 ↔ 佩勒和泰尔/奥布河畔莫兰 ↔ 莱蒙 ↔ 普雷西圣马丁 ↔ 圣莱热苏布列讷 ↔ 布列讷堡 ↔ 旧布列讷 ↔ 绍梅尼勒 ↔ 拉谢斯 ↔ 菲利尼 ↔ 苏莱讷-迪                                          | （上马恩省） D60           |
| 1. 2. 3. 4. 5. 6. 7. 8. 9. 10. 11. 12. |             |                                | |                            |